# August (Sachsen-Gotha-Altenburg)

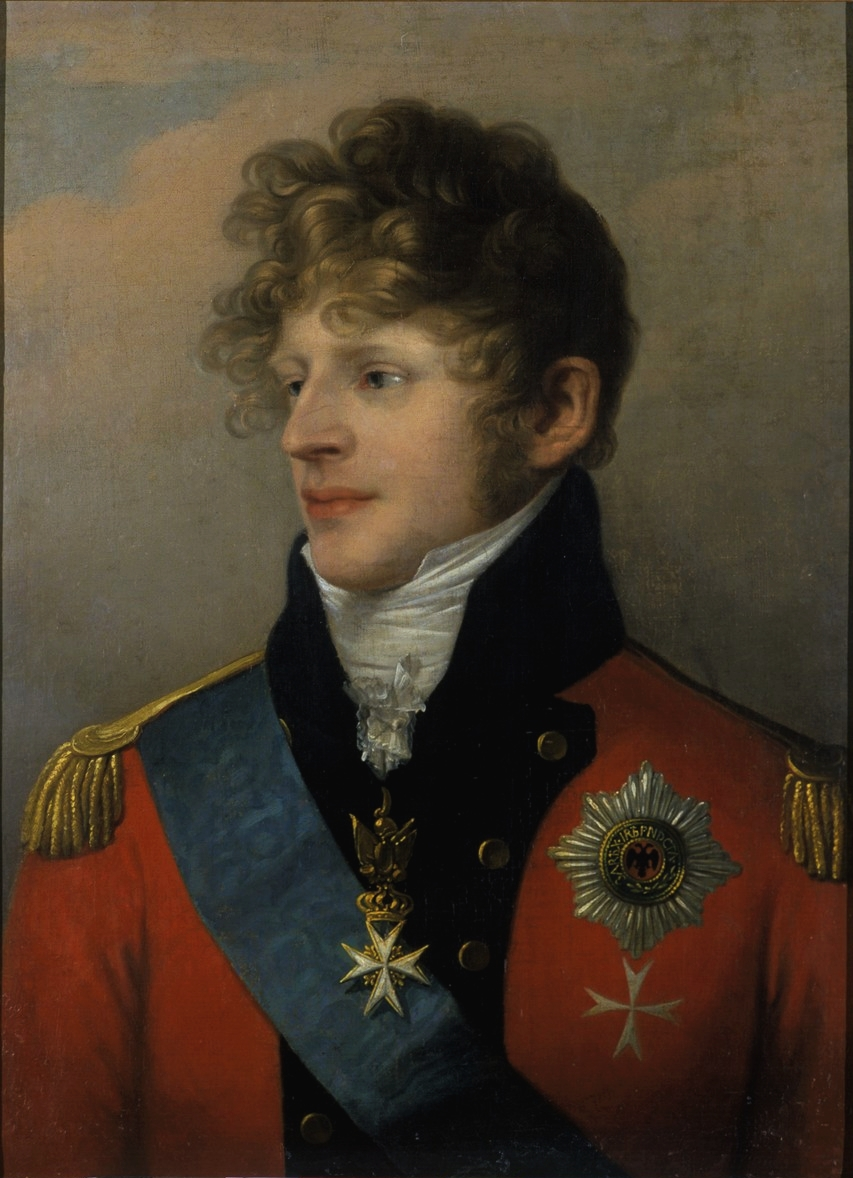
Herzog August von Sachsen-Gotha-Altenburg

Emil Leopold August, Herzog von Sachsen-Gotha-Altenburg (* 23. November 1772 in Gotha; † 17. Mai 1822 ebenda) war der vorletzte Landesfürst des thüringischen Herzogtums Sachsen-Gotha-Altenburg. Er stammte aus der Nebenlinie Sachsen-Gotha-Altenburg der Familie der ernestinischen Wettiner.

## Leben
August war der zweite Sohn von Herzog Ernst II. von Sachsen-Gotha-Altenburg und dessen Frau Charlotte von Sachsen-Meiningen. Er wurde nach dem frühen Tod seines älteren Bruders Ernst (1770–1779) Erbprinz. In seiner Jugend wurde er hervorragend ausgebildet, seine jakobinerfreundliche Umgebung vermittelte ihm die neuen Ideale von Freiheit, Gleichheit und Brüderlichkeit. 

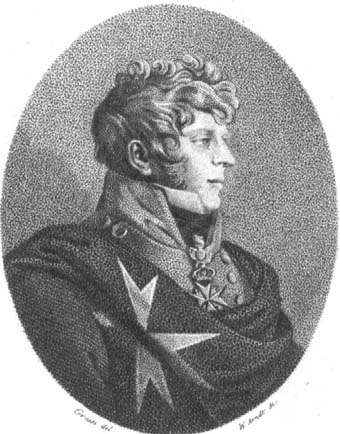

Bereits bei seinem Regierungsantritt 1804 galt er als glühender Verehrer Napoleons, was ihm und dem Land in den napoleonischen Kriegen zum Vorteil gereichte. 1806 trat Sachsen-Gotha-Altenburg dem Rheinbund bei. Während des Einmarsches der Französischen Armee in diesem Jahr blieb August in Gotha und verhinderte somit eine denkbare Eskalation. Auch trat er für den inhaftierten kritischen Journalisten Rudolph Zacharias Becker ein und erwirkte beim Militärkommandanten dessen unverzügliche Freilassung.
Napoleon Bonaparte, der seine Briefe an August stets mit mon cousin (mein Vetter) begann und mit votre cousin (euer Vetter) beendete, besuchte den Herzog als Zeichen seiner Wertschätzung mehrmals in Gotha, übernachtete jedoch nie (wie es die Gothaer Sage Das Bett als Sarg berichtet) auf dem Friedenstein. Folgende (z. T. sehr kurze) Aufenthalte Napoleons I. in der Residenzstadt und Zusammentreffen mit Herzog August sind belegt: 23. Juli 1807 (Empfang auf dem Schloss und Mittagstafel mit dem Herzogspaar), 27. September 1808 (auf dem Weg zum Erfurter Fürstenkongress, Gespräch mit Herzog August und Abendessen auf dem Schloss), 14. Oktober 1808 (auf dem Rückweg vom Fürstenkongress, Halt am Schloss Friedrichsthal und kurzes Gespräch mit August), 15. Dezember 1812 (auf dem Rückweg von Russland, keine Begegnung mit August), 25. Oktober 1813 (auf dem Rückweg von Sachsen, Übernachtung im Gasthof Zum Mohren, keine Begegnung mit August).

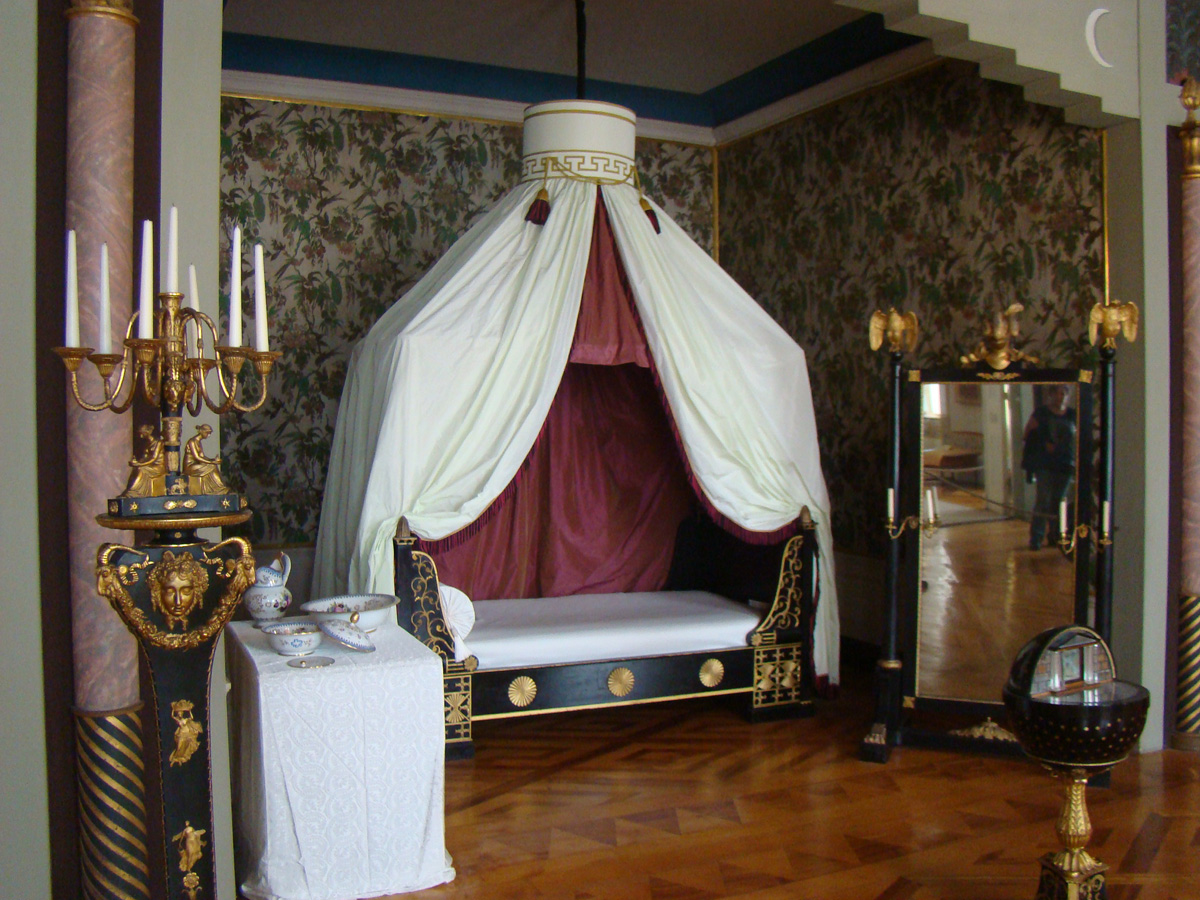
Von August entworfenes „Napoleon-Zimmer“ auf Schloss Friedenstein

Von 1811 bis 1813 beging der Herzog jeweils am 15. August den Geburtstag Napoleon Bonapartes mit einem Galaempfang auf Schloss Friedenstein. Bereits 1807 hatte er von Napoleons Kammerdiener Louis Constant Wairy einen Zweispitz des Kaisers erworben, der bis heute auf dem Friedenstein gezeigt wird. Zu Napoleons Besuch am 23. Juli 1807 übereignete August dem französischen Kaiser eine extravagante schwarze Kutsche, deren Benutzung Napoleon jedoch wegen der Ähnlichkeit mit einem Totenkopf (daher die heutige Bezeichnung Totenkopfkutsche) ablehnte. Augusts Napoleon-Manie gipfelte in der Einrichtung eines im Empire-Stil eingerichteten und von ihm persönlich entworfenen Napoleon-Zimmers im Schloss Friedenstein – noch heute ein Glanzpunkt des Museums. Die Decke des Raumes zeigt einen Sternenhimmel mit Sonne und Mond, wobei die Sonne die Züge Napoleons trägt, welche den Mond mit den Gesichtszügen Augusts bescheint.

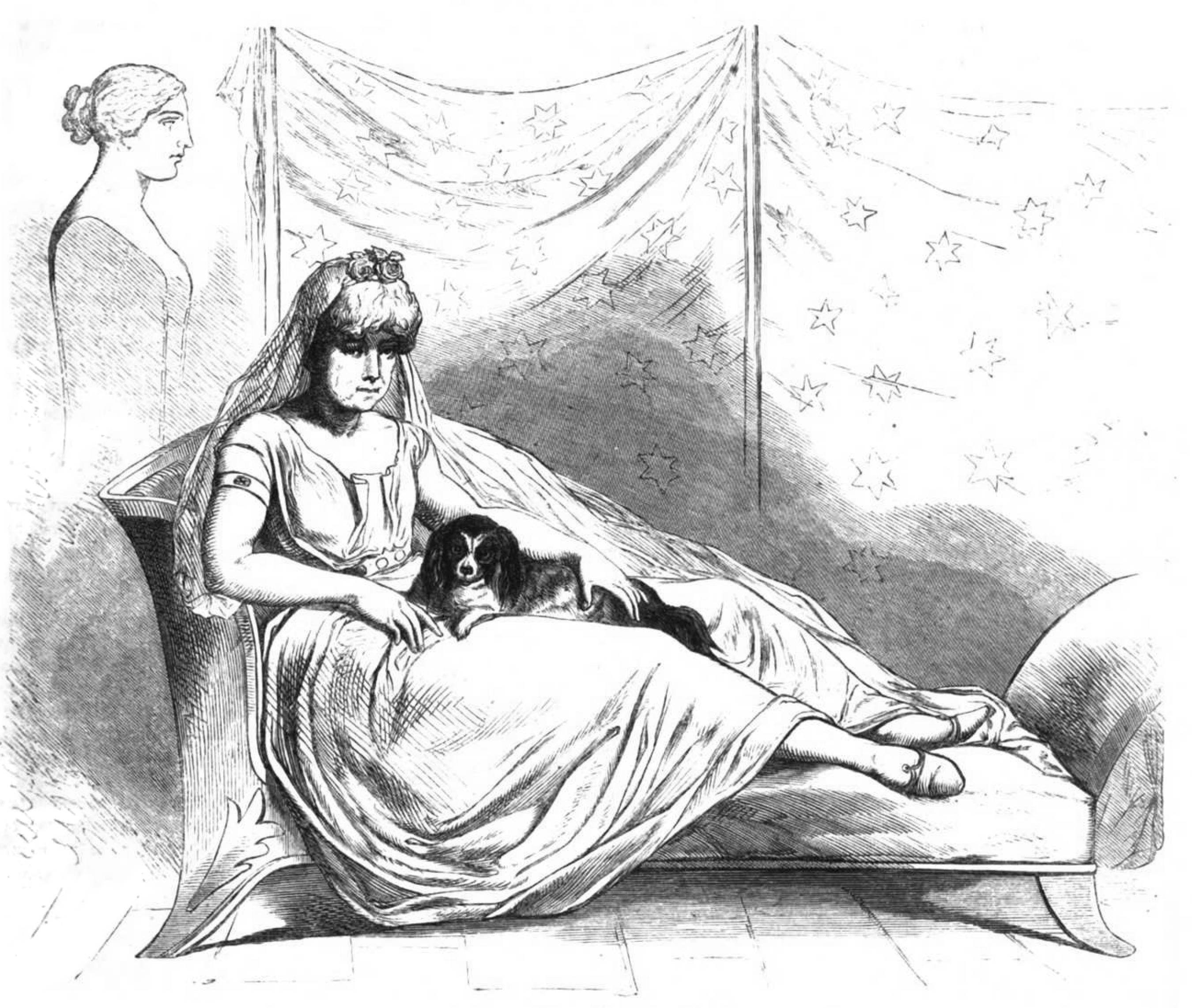
Herzog August als Griechin, Die Gartenlaube 1857

August war als Mäzen und Kunstsammler bekannt. Carl Maria von Weber, dessen Schulden er beglich, widmete ihm zum Dank das II. Klavierkonzert. Zudem galt August als Sonderling mit einer Vorliebe für provozierende und schockierende Auftritte. Johann Wolfgang von Goethe nannte ihn „angenehm und widerwärtig zugleich“ und notierte: „Ich habe mich nicht über ihn zu beklagen, aber es war immer ängstlich eine Einladung zu seiner Tafel anzunehmen, weil man nicht voraussehen konnte, welchen der Ehrengäste er schonungslos zu behandeln zufällig geneigt sein möchte“. Charakteristisch ist Augusts Neigung zum Transvestitismus, indem er sich gerne in Frauenkleidung zeigte und so den Gothaer Hof zu schockieren wusste. Die bekannte Malerin Caroline Louise Seidler, die sich im Winter 1811 am Gothaer Hof aufhielt, um die herzogliche Familie zu porträtieren, beschrieb den Herzog als „größtes Original seiner Zeit“, dessen Erscheinung etwas „Damenhaftes“ hatte. In Augusts literarischen Werken finden sich Anspielungen auf eine vermutliche homosexuelle Orientierung. 1805 schrieb er den poetischen Roman Kyllenion – Ein Jahr in Arkadien. Darüber hinaus stand er in reger Korrespondenz u. a. mit Jean Paul, Madame de Staël und Bettina von Arnim.
Mit der endgültigen Niederlage Napoleons in Waterloo und dem Wiener Kongress wurde August in aristokratischen wie diplomatischen Kreisen zur Persona non grata, der nationalistisch eingestellten Öffentlichkeit war er ebenfalls verpönt. Die Umstände seines plötzlichen Todes nach kurzer Krankheit blieben ungeklärt.
August wurde auf der Begräbnisinsel im Großen Parkteich des Schlossparkes in einer eigens für ihn eingerichteten Gruft bestattet, in der 1848 auch seine zweite Frau Karoline Amalie ihre letzte Ruhestätte fand. Wie alle hier befindlichen Gräber der herzoglichen Familie ist auch das Augusts durch kein Denkmal bezeichnet. Das schlichte Blumenoval, welches einst die Gruft kenntlich machte, existiert bereits seit Jahrzehnten nicht mehr, sodass der exakte Begräbnisort des Paares heute unbekannt ist.
Da August keine männlichen Nachkommen hinterließ, wurde sein jüngerer Bruder Friedrich als Friedrich IV. Herzog von Sachsen-Gotha-Altenburg.

## Anekdoten
„Auf dem Congresse zu Erfurt im Jahre 1808 ließ Napoleon den Herzog bei Tafel sich gegenüber setzen, und da der letztere wenig oder gar nichts aß, frug ihn Napoleon, warum er nicht esse, worauf dieser galant erwiederte: ‚Ich nähre mich von den Strahlen der Sonne, welche mich jetzt bescheint.‘ Auf die Frage Napoleons, wie groß sein Land sei, antwortete er: ‚Sire, so groß als Ew. Majestät befehlen.‘“

„Herzog August ließ sich einst von dem goth’schen Original Wachtelborn vertreten. Bei diesem handelte es sich um einen Taubstummen, der sein Leben wohl mehr schlecht als recht fristete. Dennoch war er in der Stadt dafür bekannt, stets zu einem Spaß aufgelegt zu sein. Eines Tages war der Herzog bei einer vornehmen Dame zu Besuch angemeldet. Ob aus Unlust oder Scherz: August setzte an diesem Tag den taubstummen Wachtelborn in seine prächtige Kutsche und ließ diese vorfahren. Bei der Dame angekommen, die sich in große Toilette geworfen hatte und erwartungsvoll den Schlag der Kutsche öffnete, entstieg ihr der vergnüglich grinsende Wachtelborn in seinem üblichen heruntergekommenen Aufzug.“

Auf der Reise zum Erfurter Fürstenkongress machte Napoleon im Jahre 1808 Halt auf dem Friedenstein. Bei einer Unterredung mit Herzog August bat der Kaiser angelegentlich um eine Tasse heiße Schokolade. Diese wurde ihm von August selbst kredenzt mit dem Hinweis, die Tasse sei in der eigenen Porzellanmanufaktur hergestellt worden. Napoleons Bitte, das feine Stück als Andenken behalten zu dürfen, beschied der Herzog jedoch abschlägig. Auf die konsternierte Frage des Kaisers, warum er die Tasse nicht behalten könne, erwiderte August, er schenke ihm lieber sein Herzogtum. Denn aus eben jener Tasse habe der große französische Kaiser getrunken und er, August, werde sie darum künftig wie eine Reliquie in Ehren halten. Napoleon zeigte sich daraufhin überaus geschmeichelt.

## Familie und Nachkommen
Herzog August war zweimal verheiratet. Mit seiner ersten Frau Luise Charlotte (1779–1801), Tochter des Herzogs und nachmaligen Großherzogs Friedrich Franz I. von Mecklenburg, hatte er sein einziges Kind:
- Luise (* 1800; † 1831); ⚭ 1. (1817–1826) mit Herzog Ernst I. von Sachsen-Coburg-Saalfeld (1784–1844), der durch diese Ehe 1826 Herzog von Sachsen-Coburg und Gotha wurde 2. ⚭ (1826) Freiherr Alexander von Hanstein, Graf von Pölzig und Beiersdorf

Durch seine Tochter Luise ist Herzog August der Großvater Alberts von Sachsen-Coburg und Gotha sowie unter anderem Vorfahr der britischen Königin Elisabeth II.
Augusts 1802 geschlossene zweite Ehe mit Karoline Amalie (1771–1848), Tochter des nachmaligen Kurfürsten Wilhelm I. von Hessen, blieb kinderlos. Bereits wenige Jahre nach der Eheschließung entfremdete sich das Paar zunehmend, „da die beiderseitigen Lebensanschauungen durchaus keine Berührungspunkte boten.“ Gemeinsame Auftritte in der Öffentlichkeit wurden bereits ab 1810 zur Seltenheit, ab 1813 lebte Karoline Amalie nicht mehr mit August auf Schloss Friedenstein, sondern im Schloss Friedrichsthal und dem Gothaer Winterpalais.